# Grof Geschut
Grof Geschut was een Nederlandse rockband die actief was van 1997 tot 2002. De teksten van hun nummers waren Nederlandstalig.
In 2000 werd de band genomineerd voor een Edison in de categorie Beste Nieuwe Artiest/Groep.

## Historie
In 1997 werken de muzikanten Leonie van der Klein, Hans Paulides en technicus Olivier Schutte samen in een Haags theatercafé. Als Van der Klein voor de gein een eigen liedje zingt, ontstaat het idee deze in de oefenruimte op te nemen. Broer Lodewijk Schutte mag mee drummen. In de oefenruimte ontstaat een eigen geluid dat op demo's wordt vastgelegd. Een verzendronde naar de platenmaatschappijen levert al snel een deal op met het label S.M.A.R.T. Om de groep live te zien, wordt in allerijl een concert als voorprogramma bij Van Dik Hout geregeld door de platenmaatschappij. In de zomer van 1998 neemt de groep onder leiding van producenten producent Frans Hagenaars en Sander Jansen de cd Meer op. Daarna verlaten de broers Schutte de band om meer tijd te besteden aan hun andere groepen Deire en Jimmyhat. In november 1998 verschijnt de single Moe. Radio 3 draait de plaat regelmatig, maar de single blijft steken in de Tipparade.
In januari 1999 verschijnt het eerste album van de groep. In maart van dat jaar start een tournee langs ruim 40 Nederlandse podia. Als tweede single komt in april een nieuw opgenomen versie (met intro) van het nummer Heel veel hebben uit. De band toert langs de studentensteden tijdens de 'Postbank studententoer'. De band staat bovendien op de Uitmarkt.
Het tweede album komt uit in april 2000 en is geproduceerd door Peer Rave. De titel is Twaalf, wat ook het aantal liedjes op het album is. Tijdens de Marlboro Flashback tour speelt de band nummers van The Police. In het najaar verzorgt Grof Geschut op uitnodiging van zanger Dinand Woesthoff het voorprogramma van Kane. Doe Maar herleeft in 2000 mede dankzij de succesvolle Flashback tour van BLØF. Een reden voor V2 records om aan een 14-tal Nederlandse bands te vragen hun versie van een gouwe ouwe Doe Maar-hit op te nemen. Grof Geschuts keuze viel op Nachtzuster en stond daarmee op de verzamelaar Trillend op mijn benen. Ook kwam dit nummer terecht op de B-kant van de single Amsterdam.
De band wordt genomineerd voor een Edison categorie: Beste Nieuwe Artiest/Groep.
In het voorjaar van 2001 toert Grof Geschut samen met Skik en Te Water in het kader van de Nieuw Nederlands Peil Theatertour 2002. De band werkt aan nieuwe liedjes en zoekt ondertussen naar een nieuwe platenmaatschappij. Drummer Teeuwissen is naast Grof Geschut ook verantwoordelijk voor samples en andere geluidseffecten bij Burma Shave.
Na 2002 blijft het jarenlang stil rond de band. In 2006 besluiten de bandleden om niet meer bij elkaar te komen en er officieel een punt achter te zetten.

## Bandleden
- Jelle Kuijper - Gitaar
- Thijn Teeuwissen - Drums
- Hans Paulides - Basgitaar
- Leonie van der Klein - Zang, Gitaar

Ex-bandleden
- Olivier Schutte - Gitaar
- Lodewijk Schutte - Drums

## Discografie

### Albums
| Album met eventuele hitnotering(en) in de Nederlandse Album Top 100 | Datum van verschijnen | Datum van binnenkomst | Hoogste positie | Aantal weken | Opmerkingen |
| ------------------------------------------------------------------- | --------------------- | --------------------- | --------------- | ------------ | ----------- |
| Meer                                                                | januari 1999          | -                     |                 |              |             |
| Twaalf                                                              | april 2000            | -                     |                 |              |             |

### Singles
| Single met eventuele hitnotering(en) in de Nederlandse Top 40 | Datum van verschijnen | Datum van binnenkomst | Hoogste positie | Aantal weken | Opmerkingen                 |
| ------------------------------------------------------------- | --------------------- | --------------------- | --------------- | ------------ | --------------------------- |
| Moe                                                           | november 1998         | 23-01-1999            | tip12           | -            | Nr. 62 in de Single Top 100 |
| Heel veel hebben                                              | maart 1999            | -                     |                 |              | Nr. 91 in de Single Top 100 |
| Molen                                                         | september 1999        | -                     |                 |              |                             |
| Amsterdam                                                     | januari 2000          | -                     |                 |              |                             |
| Slaap je al                                                   | juni 2000             | -                     |                 |              | Nr. 94 in de Single Top 100 |
| Blijf met je poten van een ander af                           | december 2000         | -                     |                 |              |                             |

### Bijdragen aan verzamelalbums
- Moe - Nieuw Nederlands Peil 1999 (januari 1999)
- Nachtzuster - Trillend op mijn benen (januari 2000)
- Amsterdam - Nieuw Nederlands Peil 2001 (januari 2001)

## Trivia
De single Moe werd in 2005 gecoverd door Idols-kandiaat Maud Mulder.